# Sculpture animalière

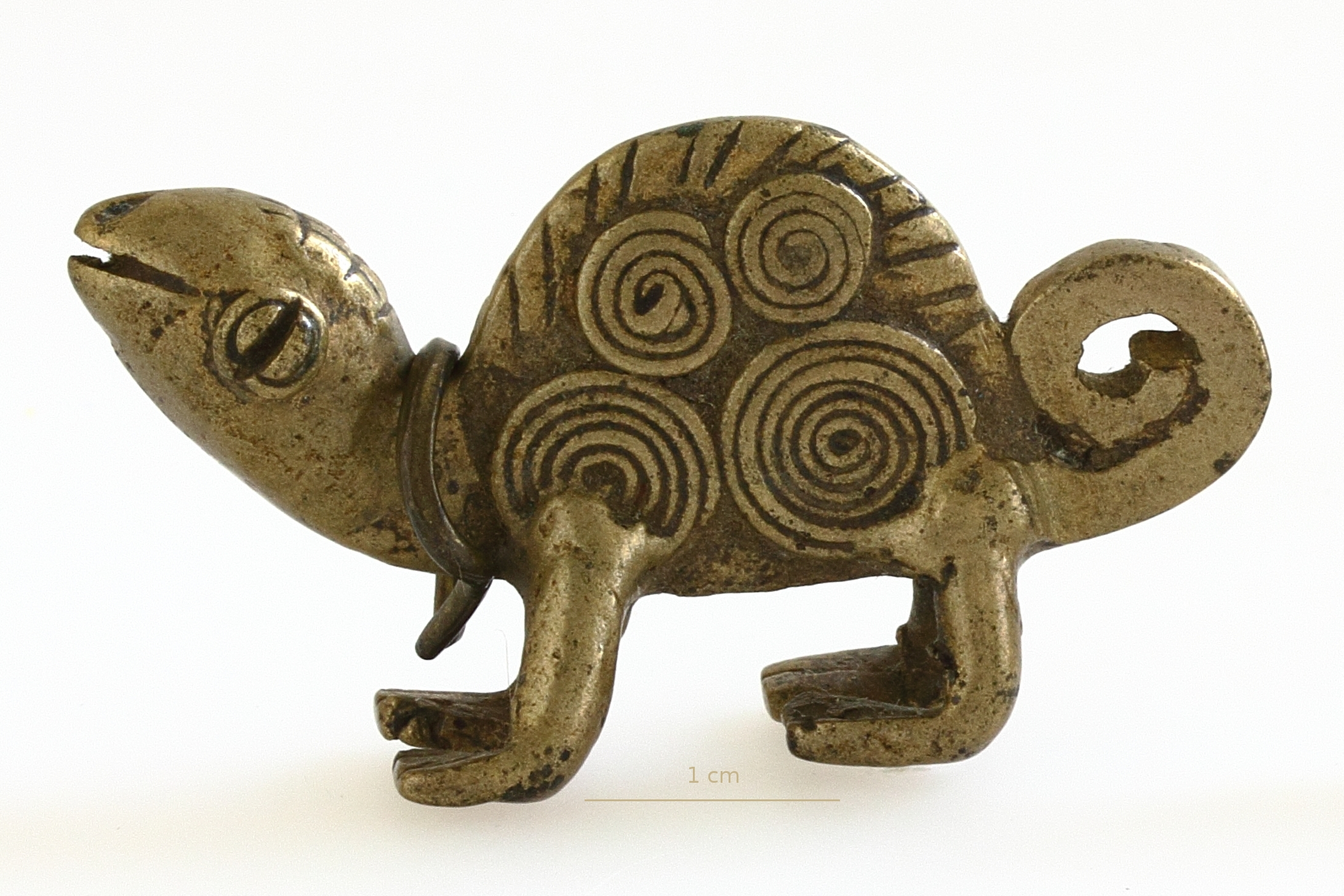
Peson à poudre en forme de caméléon, or, civilisation Akan, Muséum de Toulouse.

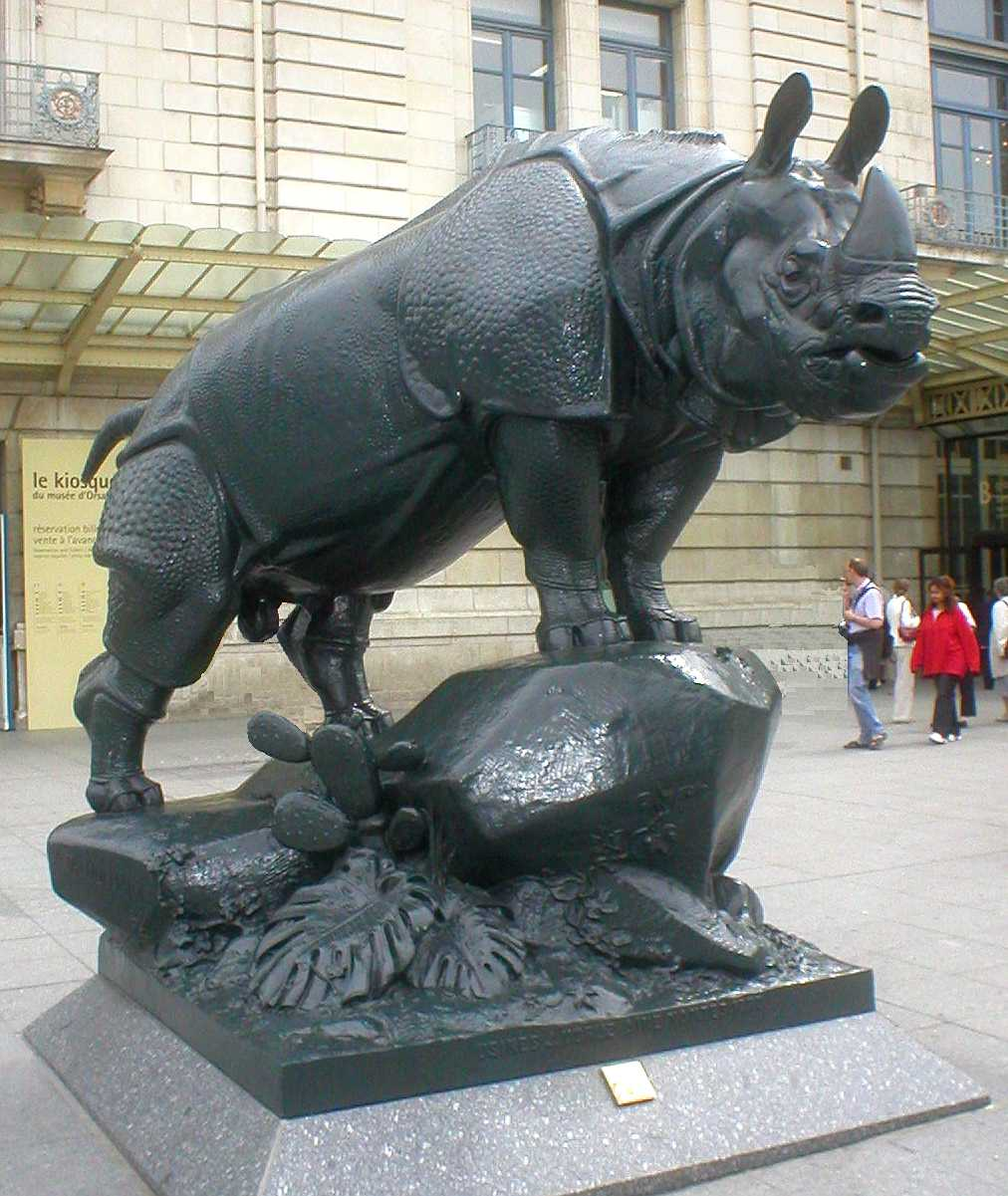
Le Rhinocéros, Henri-Alfred Jacquemart, réalisé pour l'Exposition universelle de 1878 - Musée d'Orsay (Paris, France).

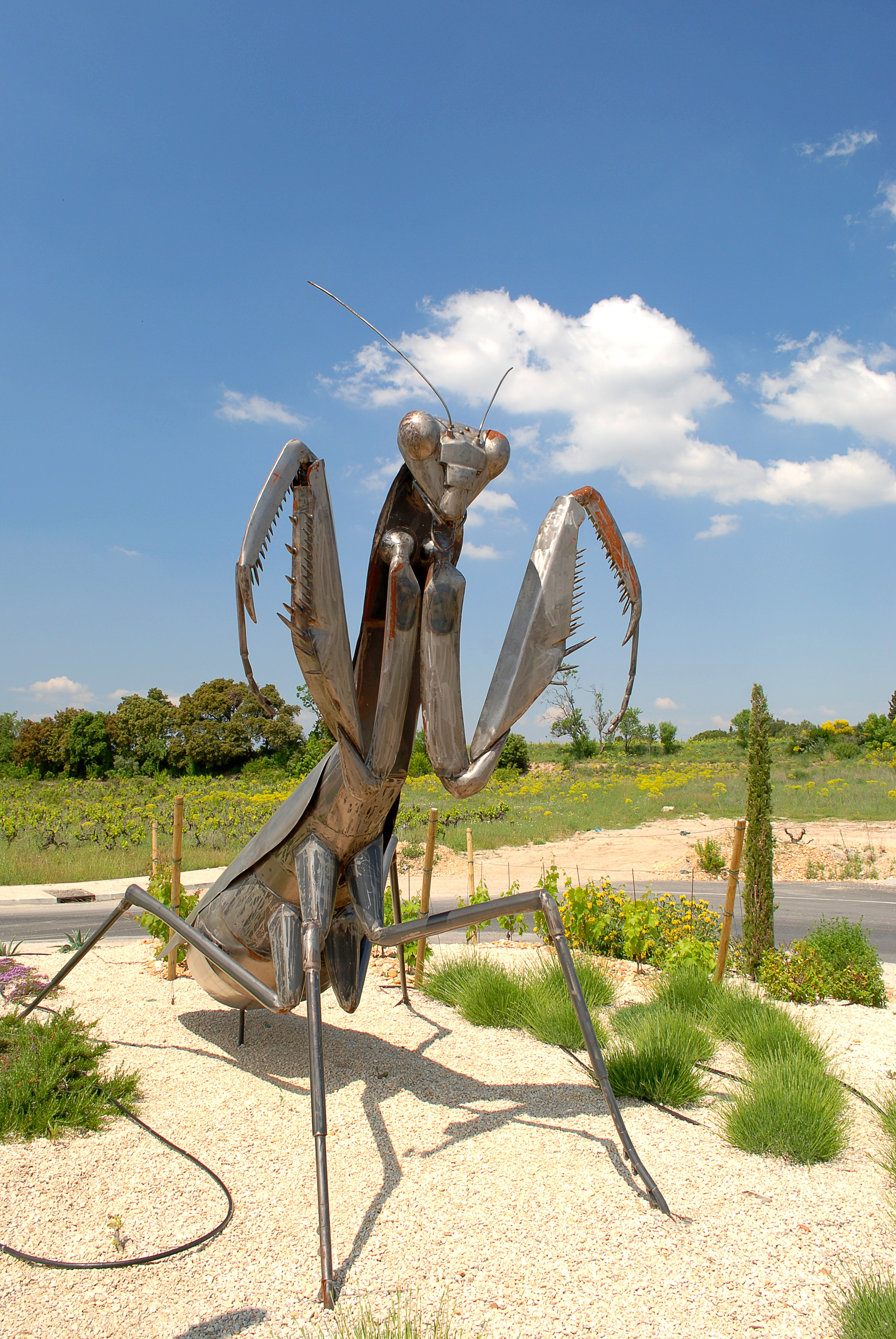
Sculpture de mante religieuse géante à l'entrée de Sérignan-du-Comtat (Vaucluse, France).

La sculpture animalière est un genre de sculpture qui se caractérise par des œuvres dont le sujet principal est un animal, domestique, sauvage ou imaginaire.
En Europe, la sculpture animalière a longtemps été tenue pour mineure. Elle connaît un tournant à l'occasion du Salon de Paris de 1831 où une sculpture d'Antoine-Louis Barye intitulée le Tigre dévorant un gavial suscite l'admiration du public. Barye est l'un des premiers sculpteurs à abandonner la représentation mythologique de l'animal au profit d'une représentation naturaliste. C'est à cette période, à la fin du XIXe siècle, que se développe le renouveau de la sculpture animalière.
Les sculptures animalières sont particulièrement en vogue sous le Second Empire. Il est ainsi possible de parler d'une école animalière française qui regrouperait Antoine-Louis Barye et Alfred Barye le fils, Émile-Coriolan Guillemin, Pierre Louis Rouillard, Auguste Cain, Pierre Jules Mêne et François Pompon plus récemment.

## Sculpteurs animaliers
- Antoine Aigon (1837-1894)
- Alphonse Arson (1822-1882)
- Alfred Barye (1839-1882)
- Antoine-Louis Barye (1796-1875)
- Michel Bassompierre (né en 1948)
- Berny Charnet (né en 1960)
- Isidore Bonheur (1827-1901)
- Rosa Bonheur (1822-1899)
- Vincent Bouillat (1953-)
- Philippe Brodzki (1952-)
- Rembrandt Bugatti (1884-1916)
- Auguste Cain (1821-1894)
- Thomas Cartier (1879-1943)
- Louis-Albert Carvin (1875-1951)
- Joseph Chemin (1825-1901)
- François Chapelain-Midy (1937-2007)
- Paul Comoléra (1818-1897)
- Paul-Édouard Delabrièrre (1829-1912)
- Germain Demay (1819-1886)
- Judith Devaux (1970-)
- Auguste-Louis Dion (1824-1873)
- Alfred Dubucand (1828-1894)
- Maximilien Fiot (1886-1953)
- Christophe Fratin (1800-1864)
- Emmanuel Frémiet (1824-1910)
- Georges Gardet (1863-1936)
- Camille Gâté (1856-1900)
- Jean-Marie Gaspar (1861-1931)
- August Gaul (1869-1921)
- Émile-Coriolan Guillemin (1841-1907)
- Adolphe-Victor Geoffroy-Dechaume (1816-1892)
- Eugène Gonon (1814-1892)
- Hippolyte Heizler (1828-1871)
- Louis Théophile Hingre (1832-1911)
- Henri-Alfred Jacquemart (1824-1896)
- François-Xavier Lalanne (1927-2008)
- Edwin Landseer (1802–1873)
- Prosper Lecourtier (1851-1925)
- Arthur Le Duc (1848-1918)
- Clovis-Edmond Masson (1838-1913)
- François Melin (1941-2019)
- Pierre Jules Mène (1810-1879)
- Jules Moigniez (1835-1894)
- Charles Paillet (1871-1937)
- René Paris (1881-1970)
- Arthur du Passage (1838-1909)
- Charles du Passage (1843-1926)
- Armand Petersen (1891-1969)
- François Pompon (1855-1933)
- Jane Poupelet  (1874-1932)
- Maurice Prost (1894-1967)
- Pierre Louis Rouillard (1820-1881)
- Josep Granyer (1899-1983)
- Jean-Claude de Saint-Marceaux (1902-1979)
- Mathilde Thomas-Soyer (1858-1940)
- Charles Valton (1851-1918)
- Roch Vandromme (1953-)
- Louis Vidal (1831-1892)
- Patrick Verdier (1948-)